# ザウティエン県
ザウティエン県（ザウティエンけん、ベトナム語：Huyện Dầu Tiếng / 縣油汀?）は、ベトナム社会主義共和国ビンズオン省の県である。面積は719.84 km²、人口は113,830人（2019年）である。

## 行政区画
以下の1市鎮11社から構成される。
- ザウティエン市鎮（Dầu Tiếng / 油汀）
- アンラップ社（An Lập / 安立）
- ディンアン社（Định An / 定安）
- ディンヒエップ社（Định Hiệp / 定協）
- ディンタイン社（Định Thành / 定城）
- ロンホア社（Long Hòa / 隆和）
- ロンタン社（Long Tân / 隆新）
- ミンホア社（Minh Hòa / 明和）
- ミンタン社（Minh Tân / 明新）
- ミンタイン社（Minh Thạnh / 明盛）
- タインアン社（Thanh An / 清安）
- タイントゥエン社（Thanh Tuyền / 清泉）